# Tarroja de Segarra
Tarroja de Segarra község Spanyolországban, Lleida tartományban. Tarroja de Segarra Torrefeta i Florejacs és Cervera községekkel határos. Lakosainak száma 170 fő (2024).

## Népesség
A település népessége az utóbbi években az alábbiak szerint változott:
| Lakosok száma | 80   | 498  | 403  | 360  | 197  | 164  | 178  | 173  | 187  | 170  |
|               | 1717 | 1887 | 1936 | 1960 | 1986 | 2004 | 2009 | 2014 | 2019 | 2024 |